# Cat Island
Cat Island je ostrov ležící v souostroví Bahamy. K roku 2010 zde žilo 1522 obyvatel. Na tomto ostrově se nachází dvě letiště a kopec Mount Alvernia, který je nejvyšším bodem Baham.
V jižní části ostrova se nachází jezero Great Lake.